# Delta Telescopii
Die Bayer-Bezeichnung Delta Telescopii (δ Tel, δ Telescopii) ist der Name zweier Sterne des am Südhimmel sichtbaren Sternbilds Teleskop. Am Firmament sind sie etwa 0.16° voneinander entfernt.

## Sterne
- δ1 Telescopii
- δ2 Telescopii